# Yambetta (peuple)
Pour les articles homonymes, voir Yambetta.
Les Yambetta (ou Yambeta) sont une population du Cameroun vivant dans la Région du Centre et le département du Mbam-et-Inoubou, principalement dans la commune de Kon-Yambetta, dans des villages tels que Bamoko, Bayomen, Bagui, Dii, Kalong, Kiboum, Kon, Kon-Kidoun, Poneck ou le village de Yambetta proprement dit. 

## Langue
Leur langue est le yambetta, une langue en danger dont on a dénombré 3 700 locuteurs en 1982.